# Артуро Маркес
Артуро Маркес Наварро (нар. 20 грудня 1950) — мексиканський композитор оркестрової музики, який використовує музичні форми та стилі своєї рідної Мексики та включає їх у свої композиції. Найвідомішим його твором є Данзон № 2.

## Біографія
Маркес народився в Аламос, Сонора, у 1950 році, де почався його інтерес до музики. Маркес — первісток із дев'яти дітей Артуро Маркеса та Аврори Наварро. Маркес був єдиним із дев'яти братів і сестер, хто став музикантом. Батько Артуро був музикантом маріачі в Мексиці, а пізніше в Лос-Анджелесі. Його дід по батькові був мексиканським народним музикантом у північних штатах Сонора та Чіуауа. Батько та дід Маркеса познайомили його з кількома музичними стилями в дитинстві, зокрема з мексиканською «салонною музикою», яка стала поштовхом для його подальшого музичного репертуару. У віці 12 років він разом із родиною переїхав до Лос-Анджелеса. Через три роки він почав вчитися грі на скрипці та тубі, а незабаром також на тромбоні та фортепіано. У віці 17 років він разом із родиною повернувся до Мексики у вересні 1968 року. Сім'я оселилася в Навохоа, Сонора.
Повернувшись до Мексики, Маркес продовжив навчання в Консерваторії музики та Інституті образотворчих мистецтв у Мехіко. Крім того, завдяки стипендії французького уряду, він отримав можливість пройти приватне навчання у Жака Кастереда в Парижі.
У 1990 році разом з Ірен Мартінес і Андресом Фонсекою він створив групу Mandinga. Завдяки їм він знайомиться з танцювальною музикою, особливо з данзоном, знаменита серія якого почне створюватися через чотири роки. Однак їй передувала композиція Son a Tamayo, яка наблизила Маркеса до регіону Веракрус.
Данзон No. 2 був включений до програми Молодіжного оркестру Симона Болівара під керівництвом Густаво Дудамеля під час туру Європою та США у 2007 році. Данзон № 2 привернув таку міжнародну увагу, що його охрестили другим національним гімном Мексики, який виконується по всьому світу під час гастролей оркестру по Америці та Європі під керівництвом Симона Болівара та Густаво Дудамеля.

Артуро Маркес живе зі своєю родиною в Мехіко.

## Творчість
- Moyolhuica y Enigma, для флейти (1981)
- Mutismo, для двох фортепіано (1983)
- Gestación, для оркестру (1983)
- Concierto interdisciplinario con músicos y fotógrafos (1985)
- Son, для оркестру  (1986)
- Persecución, для оркестру  (1986)
- Ciudad rota, for voice, piano, percussion, and string orchestra (1987)
- Sonata Mayo,  для арфи (1989)
- En Clave,для фортепіано (1988—1990)
- Passages, балет (1990)
- Danzón, для синтезатора (1990)
- Noche de luna, для хору з оркестром (1991)
- Tierra, балет (1991)
- La Nao, балет (1992)
- Sehuailo, for two flutes and orchestra (1992)
- Son a Tamayo, for harp, percussion and tape. Featured at the 1996 World Harp Congress; along with Música para Mandinga, is an electroacoustic composition. (1992)
- Paisajes Bajo el Signo de Cosmos, for orchestra (1993)
- Zacamandú en la yierba, for piano (1993)
- Los cuatro narcisos, балет (1993)
- Homenaje a Gismonti, для струнного квартету(1993)
- Vals au meninos da rua, для оркестру (1993)
- Cristal del Tiempo, балет (1994)
- Danzón No. 1, для оркестру (1994)
- Danzón No. 2, для оркестру (1994)
- Danzón No. 3, for flute, guitar and small orchestra (1994)
- Zarabandeo, for clarinet and piano (1995)
- Danzón No. 4, for chamber orchestra (1996)
- Octeto Malandro, for large orchestra (1996)
- Danza de Mediodía, for wind quintet (1996)
- Danzón No. 5, for saxophone quartet (1997)
- Días de Mar y Río, for piano (1997)
- Máscaras (Máscara Flor, Máscara Son, La Pasión según San Juan de Letrán, La Pasión según Marcos) (1998)
- Danza sylvestre, for orchestra (1999)
- Espejos en la arena (Son de tierra candente, Lluvia en la arena, Polca derecha-izquierda), for cello and orchestra (2000)
- Danzón No. 6 («Puerto Calvario»), for saxophone and orchestra (2001)
- Danzón No. 7, for orchestra (2001)
- Danzón No. 8, («Homenaje to Maurice Ohana»), for orchestra (2004)
- Sueños (Textos de Eduardo Langagne), cantata (2005)
- Conga del Fuego Nuevo, for orchestra (2005)
- Los Sueños cantate scénique, for mezzo-soprano, baritone, mixed chorus, narrator, dancers and orchestra (2006)
- De Juarez a Maximiliano, (2006)
- Solo Rumores, for solo piano (commissioned by Ana Cervantes) (2006)
- Marchas de duelo y de ira, для оркестру (2008)
- Cuatro danzas cubants, для оркестру (2009)
- Rapsodia Tlaxcalteca, для оркестру (2009)
- Leyenda de Miliano, для оркестру (2010)
- Danzón 7 (reissue) (2012)
- Alas (a Malala), for clarinet, orchestra, and choir (2013)
- De la Mora a las Raíces, (Commissioned by UAEMex for its 60th anniversary) (2017)
- Danzón No. 9, (2017)
- Concierto de Otoño, for trumpet (2018)
- Fandango, for Anne Akiko Meyers violin concerto (2020)

## Подальше читання
- Ескер, Хосе Карлос. Mar que es arena, danzones y espejos: Un acercamiento a la obra del compositor Arturo Márquez. Ермосільо: Instituto Sonorense de Cultura, 2009.ISBN 978-607-7598-08-4ISBN 978-607-7598-08-4.
- Румбо, Луїс. «Народний дух в оркестровій музиці». Журнал Clave (травень 2002):
- Палапа, Фабіола, Клаудія Еррера та Моніка Матеос. «México es un país afortunado en géneros musicales, dijo Arturo Márquez». La Jornada, 15 грудня 2009 р.